# شجرة مطاط لامعة
شجرة مطاط لامعة أو هيفيا لامعة (الاسم العلمي: Hevea nitida) هي نوع نباتي يتبع جنس شجرة مطاط من الفصيلة الفربيونية.